# Журавли (Амурская область)
Журавли́ — станция (населённый пункт) в Архаринском районе Амурской области, входит в состав городского поселения «Рабочий посёлок (пгт) Архара».

## География
Станция Журавли расположена на Транссибе, в западном направлении от станции Архара.
Автомобильная дорога к станции Журавли отходит на запад от трассы Архара — село Домикан, расстояние до районного центра Архара — 14 км.
От станции Журавли на запад идёт дорога к селу Красная Горка.

## Население
| 2002 | 2010 | 2012 | 2013 | 2014 | 2015 | 2016 |
| ---- | ---- | ---- | ---- | ---- | ---- | ---- |
| 74   | ↘12  | ↘11  | ↘10  | ↘6   | ↘5   | ↘4   |
| 2017 | 2018 |      |      |      |      |      |
| ↘3   | ↘2   |      |      |      |      |      |

## Улицы
В населённом пункте имеется одна улица — Железнодорожная.

## Инфраструктура
Станция Журавли Забайкальской железной дороги.